# 水道局山タルトンネ博物館
水道局山タルトンネ博物館（スドクッサン・タルトンネはくぶつかん）は、大韓民国仁川広域市東区の松峴（ソンヒョン）近隣公園（송현 근린 공원）内に位置する博物館である。水道の配水池が置かれていたために水道局山と呼ばれていたこの地にあったスラム街の、1960年代から1970年代にかけての庶民生活像を再現している。

## 沿革
開館は2005年10月25日である。2001年にこの一帯が道路網とアパート団地に再開発されることになり、当時居住していた住民と、一部の社会団体が、タルトンネ（月洞内/달동네）と呼ばれたスラム街の歩みを残すべきだと意見したことがこの博物館の設立背景である。タルトンネの住民たちからの物品寄贈もなされた。
タルトンネ（「タルドンネ」とカタカナ表記されることもある）とは、山の尾根や中腹などの高い場所に、貧しい人々が集まり暮らす界隈を指した俗語である。高い所が月 (タル、달) に近いという寓意から名づけられた。類義語に板子村 (パンジャチョン、판자촌) がある。

## 交通
- 首都圏電鉄1号線の東仁川駅から徒歩約10分